# Herrenberg
Herrenberg è una città tedesca di 32 649 abitanti, situata nel land del Baden-Württemberg.
Herrenberg è capolinea della linea S1 della S-Bahn di Stoccarda.

## Amministrazione

### Gemellaggi
Herrenberg è gemellata con:
- Tarare, dal 1958
- Fidenza, dal 1989

La frazione di Gültstein è gemellata con:
- Amplepuis, dal 1970